# Nekuřácká restaurace
Nekuřácká restaurace je jídelní zařízení ve kterém je zakázáno kouření. Počet takovýchto nekuřáckých restaurací ve světě neustále narůstá z důvodu všeobecné potřeby chránit jak zaměstnance tak zákazníky před vystavením pasivnímu kouření.

## Argumenty pro podporu
Zastánci nekuřáckých restaurací vypočítávají následující výhody nekuřáckých stravovacích zařízení:
- Redukce úmrtí z důvodu onemocnění srdce. Lékařské výzkumy ukazují, že pasivní kouření způsobuje v samotných Spojených státech 35.000 až 40.000 úmrtí ročně.[1]
- Vědci předpokládájí, že myšlenka nekuřáckých restaurací je atraktivní pro zákazníky. Newyorská studie ukazuje, že 96 procent těch, kteří byli v průzkumu dotazováni, jedí venku "často" nebo "více často" od té doby, co byly založeny nekuřácká stravovací zařízení.[2]
- Výsledkem je velké množství výhod pro vedení restaurace a bezpečnost, zároveň z úbytkem nemocnosti zaměstnanců, snížená zodpovědnost z poškození zdraví zaměstnanců a zákazníků a zároveň snižuje riziko nebezpečí požáru [3].
- Výsledkem je redukce oxidu uhlíku obsaženého v tabákovém dýmu. Jak bylo prokázáno, nárůst oxidu uhelnatého způsobuje bolesti hlavy, bolest na prsou, změny krevního tlaku a zvracení[4]
- Snížení prostředků při odškodňování pracovníků a slevy na požárním pojistném.[3]
- Redukuje součinné nepříznivé dopady v některých lokalitách tím, že snižuje vystavení dalším zdravotním rizikům jako jsou zvukové emise a světelnému znečištění. [zdroj?]
- V restauracích se vystřídá více zákazníků, když se lidé při kouření neloudají. [zdroj?]

## Celosvětová role
Evropa měla menší zastoupení zákonů pro nekuřácké restaurace než v Kanadě a Spojených státech. Na občana je v Evropě kouření viditelně vyšší než v Severní Americe. Nekuřácké restaurace jsou v USA běžné již od začátku 90. let 20. století. A mnoho států staví kouření v restauracích mimo zákon. Některé státy jako Washington, dosáhly zákazu kouření pomocí referenda lépe než legislativou. Navíce k celostátnímu zákazu mnoho amerických měst zakázalo kouření v restauracích. V roce 2003 New York City vylepšilo svůj protikuřácký zákon a zahrnulo v něm všechny restaurace a bary. Tímto se stal tento zákaz jedním z nejpřísnějších v USA. Městská hygienická stanice nalezla ve studii z roku 2004, že úroveň znečištění vzduchu v barech a restauracích se šestkrát snížila poté, co zákaz vešel v platnost. Podnikání nebylo zákazem postiženo.
Nicméně, zákazy kouření v restauracích a barech se zvýšeně objevují i v mnoha Evropských zemích, jako je Irsko (2004), Itálie (2005), Švédsko (2005), Norsko (2004). V dalších zemích se očekává zákaz kouření v nejbližší budoucnosti. Země Spojeného království schválily v parlamentech zákony zakazující kouření na veřejných místech (zahrnujíc restaurace, bary a kluby). Ve Skotsku od roku 2006, Wales a Severní Irsko od dubna 2007 a Anglie od léta 2007. Znatelné pokuty až do výše 2500 britských liber mohou být uloženy držitelům licencí porušujícím zákaz, stejně jako pokuta 50 liber pro kuřáka. V roce 2003 schválil parlament Nového Zélandu Dodatek zákona pro nekuřácké prostředí, který eliminuje kouření v restauracích a barech. A také je uplatněn na kouření na dalších veřejných místech. V zajímavé studii z Nového Zélandu se ukázalo, že majitelé restaurací nevykázali snížení návštěvnosti, ale naopak se v nekuřáckých restauracích objevil nárůst zákazníků v době podávání jídel. [zdroj?]
Dlouhý seznam zákazů kouření ukazuje, že stovky zákonodárců z mnoha míst planety schválilo zákony na zákaz kouření.

## Kritika
Někteří restauratéři a zákazníci, stejně jako tabákoví výrobci argumentují tím, že zákaz kouření v restauracích časem zbavuje kuřáky přístupu ke kouření. Někteří také argumentují tím, že zákazníci restaurací si mohou svobodně vybrat, zda vstoupí do takového zařízení , které má za následek onemocnění srdce a karcinom plic. Někteří zákazníci také předpokládají, že kouření je atraktivním doplňkem k jejich stravovacím zvyklostem. Jeden Britský politik prohlásil, že je neférové a rozporuplné povolit vězňům kouřit a veřejnosti nepovolit kouření v restauraci.
Další, jako zastánci lidských práv říkají, že zatímco nekuřácké restaurace mají ekonomické výhody pro restauraci, tak další restaurace by měly mít svobodné právo, rozhodnout se samy a ne být tlačeny vládním zákonem zákazu kouření.

## Organizace
Američané za práva nekuřáků a Americká nadace za práva nekuřáků udržují informační zdroje a provádí technickou podporu a instruktáž obhájcům veřejného zdraví a znepokojeným občanům, kteří by rádi pomohli dosáhnout nekuřáckých míst, společně s dalšími, jako jsou nekuřácká pracoviště a uzavřená veřejná místa.

## Nekuřácké restaurace v ČR
V České republice senát schválil zákon o ochraně zdraví před škodlivými účinky návykových látek takzvaný „protikuřácký zákon“, prezident Miloš Zeman tento zákon podepsal a zákon tedy vstoupí v platnost. Účinnost zákona je navržena od 31. května 2017. Tímto zákonem se všechny bary, restaurace, kavárny a herny v celé České republice stanou automaticky nekuřácké. Tento zákon se nevztahuje na kouření elektronických cigaret v barech a restauracích.